# Browning 10/22
 (novembre 2019).
Si vous disposez d'ouvrages ou d'articles de référence ou si vous connaissez des sites web de qualité traitant du thème abordé ici, merci de compléter l'article en donnant les références utiles à sa vérifiabilité et en les liant à la section « Notes et références ».
Le FN Browning Modèle 10/22 est le principal dérivé du Browning M1910 dont il est la version hypertrophiée. Il fut conçu en 1922 à la demande du Royaume yougoslave et commercialisé jusqu'en 1978. Il connut le feu durant la Seconde Guerre mondiale.
Ce pistolet (version 7,65mm) fut l'arme de service des policiers néerlandais jusqu'à son remplacement par le Walther P5 à partir de 1978.
Ce fut également l'arme de dotation (version 7,65mm) des gendarmes et policiers communaux belges jusqu'en 1982/1983, date à laquelle elle fut remplacée par le GP 35/ Hi-Power.

## Mécanisme
Le Browning 1910/22 fonctionne grâce à une platine simple action, un percuteur lancé et à une culasse non calée. Il possède une sûreté manuelle située derrière la plaquette de crosse gauche à laquelle est associé une pédale qu'il faut enfoncer avec la paume pour tirer. Le ressort récupérateur est autour du canon. La culasse est celle du M1910 prolongé par un bouchon creux. Les organes de visées sont fixes formé d'un guidon demi-lune et d'un cran de mire en forme de U. Ce pistolet possédait également un crochet de chargeur sis sous la poignée.

## Avantages et inconvénient en usage policier
Entre 1945 et 1970, le M10/22 fut en service dans la Gendarmerie nationale et la Police française (Polices urbaines, Renseignements Généraux, Police Judiciaire) ainsi que les Douanes (au côté des MAB D et Unique). En 1983, Michel Malherbe (policier, tireur sportif et journaliste spécialisé) dans "Les Armes de la Police Nationale" juge le FN 10/22 comme un pistolet relativement précis, d'une masse assez faible. Mais il souffre de son mécanisme aujourd'hui dépassé et de l'absence de chien externe. [contexte nécessaire] De plus la 7,65 mm est une munition trop faible. Enfin, le percuteur est fragile et il existe des jeux importants entre la culasse et la glissière.

## Appellations belges et françaises
En Belgique, ce pistolet est dénomme Browning Modèle 1922. En France, ses utilisateurs l'appelaient FN Herstal, Herstal Modèle 10/22 ou FN 10/22.

## Quelques utilisateurs du Browning 1922
Le Browning 10/22 équipa de nombreux militaires et policiers en Europe et en Afrique (anciennes colonies belges)
- Reich allemand
- Allemagne de l'Ouest
- Belgique: arme de service des gendarmes belges et de certaines polices communales belges jusque dans les années 1980.
- Burundi
- République démocratique du Congo
- Danemark
- Finlande
- France
- Grèce
- Pays-Bas
- Roumanie
- Rwanda
- Turquie
- Yougoslavie